# Титов, Николай Алексеевич
Николай Алексеевич Титов (1800—1875) — русский композитор, автор популярных романсов.

## Биография
Родился 28 апреля 1800 г. в Петербурге, сын генерала А. Н. Титова. Крестным отцом был император Александр I, тогда ещё наследник. Общее образование до 8 лет получал дома, потом в Первом кадетском корпусе, который через два года после поступления должен был по слабости здоровья оставить, после чего побывал в нескольких частных пансионах, из которых в пансионе Сант-Флорана и окончил курс. В 1817 году определился подпрапорщиком в Преображенский полк. В 1819 году переведён в лейб-гвардии Финляндский полк, 27 марта 1822 года произведён в офицеры.

В 1830 году вышел по домашним обстоятельствам в отставку, но в 1833 году, по предложению самого государя, снова поступил на военную службу — в лейб-гвардии Уланский Его Императорского Высочеств Михаила Павловича полк. В феврале 1834 года упал с лошади, сильно расшибся, долго проболел, по выздоровлении оставил строевую службу и перевелся чиновником особых поручений в комиссариатский департамент, где позже последовательно занимал должности — смотрителя казённой фабрики офицерских вещей, директора лосиной фабрики и члена общего присутствия. 26 ноября 1849 награждён орденом св. Георгия 4 кл. № 8203 

За беспорочную выслугу 25 лет в офицерских чинах

В отставку вышел в 1867 году в чине генерал-лейтенанта. Скончался 10 декабря 1875 года. Похоронен на Смоленском православном кладбище.

## Семья и дети
С 1839 г. был женат на известной московской красавице Софии Алексеевне Смирновой (1820-?). Сыновья — Николай Николаевич (1842-?) и Александр Николаевич (1845-?).

## Творчество
Семейная обстановка как нельзя более способствовала развитию в ребёнке музыкальных и художественных наклонностей. В доме отца, музыканта и композитора, часто устраивались вечера, на которых исполнялась камерная музыка. Иногда в этом домашнем квартете принимали участие и заезжие знаменитости; посещали дом и композиторы, артисты, артистки, художники, певцы и певицы. Эти впечатления детства в значительной мере повлияли на развитие музыкальных наклонностей младшего брата, Михаила Алексеевича, но на его собственной судьбе почти не отразились, так как его воспитание в области музыки сразу же пошло неправильно. Учителя музыки, которому одному за другим вверяли ребёнка, рутиной своего преподавания не только не способствовали дремавшей в его душе музыкальной искре, но скорее содействовали тому, что в мальчике родилась сначала апатия, а потом почти отвращение к музыке. После ряда опытов и перемены нескольких учителей отец бросил надежду сделать сына музыкантом.
Только к 19 годам у Титова проснулось музыкальное чувство, или, по его собственным словам, в нём «заговорило впервые сердце», и он «начал фантазировать на фортепиано и сочинять, насвистывая, сначала вальсы, а после и романсы». Когда Титов показал свои первые опыты и более удавшийся романс на слова «Rendez la moi cette femme cherie» отцу, тот пришёл в восторг и настоятельно стал советовать сыну взяться за теорию музыки и композиции. Отчасти под руководством отца, отчасти самостоятельно Титов с этих пор стал серьезно изучать доступные ему музыкально-теоретические труды, одновременно взявшись и за игру на фортепиано.
Запоздалое и бессистемное учение, конечно, не могло заменить Титову настоящей музыкальной школы, и он вследствие этого навсегда в сущности остался лишь дилетантом-композитором, как Алябьев, Верстовский, Варламов, и даже в большей степени, чем они; композиторская техника его не могла освободиться от дилетантского характера и много уступала даже технике его отца. Дальше простейшей формы салонного романса и танца, наполненного музыкальным содержанием, элементарным в смысле гармонического и методического творчества, Титов не пошёл.
Приёмы его фортепианного письма очень несложны, а ритм, часто вопреки содержанию текста, принимает плясовой характер; например, его романс «Я не скажу вам, кто она» (1831) написан в ритме галопа, молитва «В минуту жизни трудную» (1840) в форме вальса и «Птичка Божия не знает» — польки. Тем не менее искренность настроения и теплота чувства в большинстве романсов, нередко переходящая в естественную для того времени сентиментальность, вместе с беспритязательной простотой и общедоступностью композиторского стиля, искупают недостатки творчества Титова, и именно эти стороны создали ему широкую популярность. Самая сильная сторона его творчества — мелодия, часто краткая, куплетная, но закругленная, певучая и легко запоминаемая.
Первым появившимся в печати романсом Tитова была «Уединенная сосна» (1820), о которой между прочим упоминает Тургенев в «Записках охотника» (рассказ «Татьяна Борисовна и её племянник»). За ней последовал и ряд других. Всего перу Tитова принадлежит свыше 60 романсов на русские и французские тексты; наибольшей популярностью из них пользовались «Шарф голубой» (слова M. A. Марковича, 1830), «Мальвина» (В. А. Жуковского, 1831), «Коварный друг» (М. Офросимова, 1831), «Какая грусть владеет мной» (слова, вероятно, самого Tитова), «Звездочка» (Новикова), «К Морфею» (слова А.С.Пушкина, 1860), «Прости на долгую разлуку», «Призвание» (Офросимова), «Гусли мои, гусли» (Н. Кукольника), «Мечта любви» (кн. П. А. Вяземского), «Песня ямщика» (К. Бахтурина), «Колыбельная песня» (Лермонтова), «Горные вершины» (Лермонтова из Гёте), "Для меня ты всё"  и др.
В начале 1820-х годов Tитов начал сочинять и издавать свои танцы. Так, в 1823 г. в музыкальном журнале «La Harpe du Nord» появилась его кадриль в три руки, а в следующем 1824 году он издал свою знаменитую кадриль «Vieux poches» (а-mol), сделавшуюся любимейшей у публики и разошедшуюся, по словам её издателя Бернарда, более чем в 16 тысячах экземпляров и пережившую несколько поколений. В 1824 году Титов сочинил свой первый скорый марш, аранжированный Н. A. Дерфельдтом для военного оркестра и имевший большой успех. С этих пор марши Титова вошли в моду и очень нравились при дворе, так что великие князья Николай и Михаил Павловичи неоднократно заказывали ему новые и удостаивали его разными подарками.
Из наиболее выдающихся инструментальных произведений Титова — марш «Киа-кинг», марш на тему из оперы «Красная шапочка», вальсы «Родные звуки» «Mon Salut a Pawlowsk», «Весенний букет», «Maria-Valse», «Alexander-Valse», польку «Die Eigensinnige»; в общей сложности инструментальных произведений им написано свыше 30.
Хотя русский романс существовал уже за 10—15 лет до первых опытов Титова (К. Шаликов, кн. П. И. Долгоруков), тем не менее, Титов имеет право на лестное прозвище «Дедушка русского романса». Именно его романсы впервые получили широкое распространение, сделались популярны, отчасти отвечая назревшим эстетически-музыкальным потребностям русского общества, отчасти же и способствуя их пробуждению. В 1840-х годах, по словам профессора А. Н. Бекетова, не было «музицирующей барышни, которая не пела бы романс Титова „Коварный друг, но сердцу милый“».